# Partito dei Contadini Bavarese

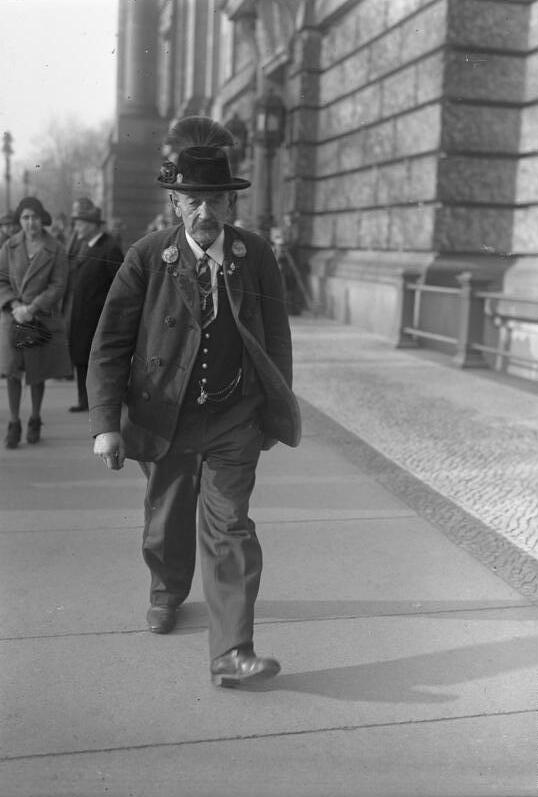
Georg Eisenberger, il leader del partito, indossando un abito tradizionale bavarese

Il Partito dei Contadini Bavarese (Bayerischer Bauernbund) fu un partito politico tedesco in Baviera. Dal 1893 al 1933 rappresentò gli interessi della popolazione rurale nel parlamento bavarese e nel Reichstag tedesco. Il suo programma era piuttosto liberale e si distingueva dal Partito di Centro e dal Partito Popolare Bavarese (Bayerische Volkspartei) per la sua posizione anticlericale.

## Storia
Le origini del partito risiedono nell'opposizione di molti agricoltori tedeschi alla politica agricola del cancelliere Leo von Caprivi nei anni 90 del ottocento. Dopo gli anni del protezionismo sotto Otto von Bismarck, il governo Caprivi cambiò la politica in una direzione più liberista. I nuovi trattati di libero scambio con vari paesi e la generale diminuzione dei prezzi dei cereali provocarono grande insoddisfazione tra i contadini.
Dopo la fondazione della fondazione agricola nazionale  "Bund der Landwirte" a Berlino nel 1893, si decise di creare un'organizzazione simile anche in Baviera, e così nel 1895 nacque il Partito dei Contadini Bavarese a Ratisbona, dopo alcune fondazioni locali. Nel 1901 Georg Eisenberger di Ruhpolding divenne il primo presidente del partito, rimanendolo fino al 1930. I primi anni del partito furono caratterizzati da divergenze interne. In generale, il partito si oppose al clericalismo ed era orientato verso posizioni di sinistra liberale.
Nel 1912, alle elezioni del parlamento bavarese, il Bayerischer Bauernbund collaborò insieme a vari partiti liberali e al Partito Socialdemocratico contro il Partito di Centro, che nonostante successivamente ottenne la carica di primo ministro con Georg von Hertling.
Durante la rivoluzione di novembre del 1918, la corrente sinistra del partito guidata dal rivoluzionario Karl Gandorfer collaborò con il Partito Socialdemocratico tedesco (SPD) e a volte anche con il Partito Socialdemocratico Indipendente (USPD). Membri del Bauernbund furono eletti nei consigli rivoluzionari degli operai e dei contadini. Dopo la fine della rivoluzione, il partito partecipò tuttavia ai governi più conservatori insieme al Partito Popolare Bavarese e alla destra DNVP dal 1920 al 1930, ottenendo il ministero degli affari agricoli. Nel 1922 il partito fu anche rappresentato brevemente nel governo nazionale sotto il cancelliere Joseph Wirth, e in quel periodo iniziò ad aprirsi alle esigenze degli elettori di ceto medio al di fuori del settore agricolo.
Nell'agosto del 1930 il partito si ritirò dalla coalizione di governo a causa dell'introduzione di una tassa sulla macellazione in Baviera. Dopo il 1930, il partito perse gran parte della sua base elettorale a favore del Partito Popolare Bavarese e soprattutto del partito nazista NSDAP, mentre la leadership del Bauernbund rimase in gran parte fedele alla Repubblica e alla democrazia fino al 1933. Il partito si sciolse volontariamente nell'aprile del 1933.
Dopo la Seconda guerra mondiale, ex-membri del Bauernbund parteciparono alla fondazione della CSU e del Partito Bavarese.